# Ath Mansour
Ath Mansour (în arabă آث منصور) este o comună din provincia Bouira, Algeria.
Populația comunei este de 10.077 de locuitori (2008).